# Liste der Stolpersteine in Rahden
Die Liste der Stolpersteine in Rahden enthält alle Stolpersteine, die im Rahmen des gleichnamigen Projekts von Gunter Demnig in Rahden verlegt wurden. Mit ihnen soll an Opfer des Nationalsozialismus erinnert werden, die in Rahden lebten und wirkten.

## Verlegte Stolpersteine
| Adresse                               | Verlege- datum | Person, Inschrift | Bild | Anmerkung |
| ------------------------------------- | -------------- | --- | --- | --------- |
| Bahnhofstraße 8 ·                     | 19. Nov. 2016  | Hier wohnte Julius Heine | Bild gesucht Der Benutzer GeorgDerReisende ( Diskussion ) wünscht sich an dieser Stelle ein Bild vom Ort mit diesen Koordinaten 52.433335 8.619076 . Motiv: Bahnhofstraße 8: die Stolpersteine für die Familien Heine und Weidenbaum, die Lage und das Haus Falls du dabei helfen möchtest, erklärt die Anleitung , wie das geht. BW       |           |
| Bahnhofstraße 8 ·                     | 19. Nov. 2016  | Hier wohnte Martha Heine | Bild gesucht Die Wikipedia wünscht sich an dieser Stelle ein Bild vom hier behandelten Ort. Falls du dabei helfen möchtest, erklärt die Anleitung , wie das geht. BW |           |
| Bahnhofstraße 8 ·                     | 19. Nov. 2016  | Hier wohnte Walter Heine | Bild gesucht Die Wikipedia wünscht sich an dieser Stelle ein Bild vom hier behandelten Ort. Falls du dabei helfen möchtest, erklärt die Anleitung , wie das geht. BW |           |
| Bahnhofstraße 8 ·                     | 19. Nov. 2016  | Hier wohnte Alfred Weidenbaum                                                                                                   | Bild gesucht Die Wikipedia wünscht sich an dieser Stelle ein Bild vom hier behandelten Ort. Falls du dabei helfen möchtest, erklärt die Anleitung , wie das geht. BW |           |
| Bahnhofstraße 8 ·                     | 19. Nov. 2016  | Hier wohnte Lotte Weidenbaum | Bild gesucht Die Wikipedia wünscht sich an dieser Stelle ein Bild vom hier behandelten Ort. Falls du dabei helfen möchtest, erklärt die Anleitung , wie das geht. BW |           |
| Bahnhofstraße 8 ·                     | 19. Nov. 2016  | Hier wohnte Peter Weidenbaum | Bild gesucht Die Wikipedia wünscht sich an dieser Stelle ein Bild vom hier behandelten Ort. Falls du dabei helfen möchtest, erklärt die Anleitung , wie das geht. BW |           |
| Bahnhofstraße 16 ·                    | 19. Nov. 2016  | Hier wohnte David Dagobert | Bild gesucht Der Benutzer GeorgDerReisende ( Diskussion ) wünscht sich an dieser Stelle ein Bild vom Ort mit diesen Koordinaten 52.43319 8.62036 . Motiv: Bahnhofstraße 16: die Stolpersteine für die Familie Haas, die Lage und das Haus Falls du dabei helfen möchtest, erklärt die Anleitung , wie das geht. BW                         |           |
| Bahnhofstraße 16 ·                    | 19. Nov. 2016  | Hier wohnte Irma Haas | Bild gesucht Die Wikipedia wünscht sich an dieser Stelle ein Bild vom hier behandelten Ort. Falls du dabei helfen möchtest, erklärt die Anleitung , wie das geht. BW |           |
| Bahnhofstraße 16 ·                    | 19. Nov. 2016  | Hier wohnte Liesel Haas | Bild gesucht Die Wikipedia wünscht sich an dieser Stelle ein Bild vom hier behandelten Ort. Falls du dabei helfen möchtest, erklärt die Anleitung , wie das geht. BW |           |
| Bahnhofstraße 16 ·                    | 19. Nov. 2016  | Hier wohnte Richard Haas | Bild gesucht Die Wikipedia wünscht sich an dieser Stelle ein Bild vom hier behandelten Ort. Falls du dabei helfen möchtest, erklärt die Anleitung , wie das geht. BW |           |
| Bahnhofstraße 16 ·                    | 19. Nov. 2016  | Hier wohnte Sophie Haas | Bild gesucht Die Wikipedia wünscht sich an dieser Stelle ein Bild vom hier behandelten Ort. Falls du dabei helfen möchtest, erklärt die Anleitung , wie das geht. BW |           |
| Bahnhofstraße 26 ·                    | 19. Nov. 2016  | Hier wohnte Alice Goldstein | Bild gesucht Der Benutzer GeorgDerReisende ( Diskussion ) wünscht sich an dieser Stelle ein Bild vom Ort mit diesen Koordinaten 52.433128 8.622056 . Motiv: Bahnhofstraße 26: die Stolpersteine für Johanna Horwitz und Familie Goldstein, die Lage und das Haus Falls du dabei helfen möchtest, erklärt die Anleitung , wie das geht. BW  |           |
| Bahnhofstraße 26 ·                    | 19. Nov. 2016  | Hier wohnte Erwin Goldstein | Bild gesucht Die Wikipedia wünscht sich an dieser Stelle ein Bild vom hier behandelten Ort. Falls du dabei helfen möchtest, erklärt die Anleitung , wie das geht. BW |           |
| Bahnhofstraße 26 ·                    | 19. Nov. 2016  | Hier wohnte Horst Goldstein | Bild gesucht Die Wikipedia wünscht sich an dieser Stelle ein Bild vom hier behandelten Ort. Falls du dabei helfen möchtest, erklärt die Anleitung , wie das geht. BW |           |
| Bahnhofstraße 26 ·                    | 19. Nov. 2016  | Hier wohnte Johanna Horwitz | Bild gesucht Die Wikipedia wünscht sich an dieser Stelle ein Bild vom hier behandelten Ort. Falls du dabei helfen möchtest, erklärt die Anleitung , wie das geht. BW |           |
| Lange Straße 4 ·                      | 12. Juni 2024  | Hier wohnte Friedrich Jelin Jg. 1916 'Schutzhaft' 1938 KZ Buchenwald unfreiwillig verzogen 1938 Bünde Flucht 1939 Kuba 1940 USA | Bild gesucht Der Benutzer GeorgDerReisende ( Diskussion ) wünscht sich an dieser Stelle ein Bild vom Ort mit diesen Koordinaten 52.43322 8.613078 . Motiv: Lange Straße 4: die Stolpersteine für Friedrich Jelin und die Familie Oppenheim, die Lage und das Haus Falls du dabei helfen möchtest, erklärt die Anleitung , wie das geht. BW |           |
| Lange Straße 4 ·                      | 12. Juni 2024  | Hier wohnte Gerd Oppenheim Jg. 1933 unfreiwillig verzogen 1938 Bünde Flucht 1939 Kuba 1940 USA                                  | Bild gesucht Die Wikipedia wünscht sich an dieser Stelle ein Bild vom hier behandelten Ort. Falls du dabei helfen möchtest, erklärt die Anleitung , wie das geht. BW |           |
| Lange Straße 4 ·                      | 12. Juni 2024  | Hier wohnte Heinz Werner Oppenheim Jg. 1923 Flucht 1937 USA                                                                     | Bild gesucht Die Wikipedia wünscht sich an dieser Stelle ein Bild vom hier behandelten Ort. Falls du dabei helfen möchtest, erklärt die Anleitung , wie das geht. BW |           |
| Lange Straße 4 ·                      | 12. Juni 2024  | Hier wohnte Hertha Oppenheim geb. Löwenstein Jg. 1898 unfreiwillig verzogen 1938 Bünde Flucht 1939 Kuba 1940 USA                | Bild gesucht Die Wikipedia wünscht sich an dieser Stelle ein Bild vom hier behandelten Ort. Falls du dabei helfen möchtest, erklärt die Anleitung , wie das geht. BW |           |
| Lange Straße 4 ·                      | 12. Juni 2024  | Hier wohnte Hugo Oppenheim Jg. 1889 'Schutzhaft' 1938 KZ Buchenwald unfreiwillig verzogen 1938 Bünde Flucht 1939 Kuba 1940 USA  | Bild gesucht Die Wikipedia wünscht sich an dieser Stelle ein Bild vom hier behandelten Ort. Falls du dabei helfen möchtest, erklärt die Anleitung , wie das geht. BW |           |
| Lange Straße 18 ·                     | 17. Sep. 2018  | Hier wohnte Kurt Goldstein | Bild gesucht Der Benutzer GeorgDerReisende ( Diskussion ) wünscht sich an dieser Stelle ein Bild vom Ort mit diesen Koordinaten 52.434687 8.612416 . Motiv: Lange Straße 18: die Stolpersteine für Familie Goldstein, die Lage und das Haus Falls du dabei helfen möchtest, erklärt die Anleitung , wie das geht. BW                       |           |
| Lange Straße 18 ·                     | 17. Sep. 2018  | Hier wohnte Martha Goldstein | Bild gesucht Die Wikipedia wünscht sich an dieser Stelle ein Bild vom hier behandelten Ort. Falls du dabei helfen möchtest, erklärt die Anleitung , wie das geht. BW |           |
| Lange Straße 18 ·                     | 17. Sep. 2018  | Hier wohnte Rosa Goldstein | Bild gesucht Die Wikipedia wünscht sich an dieser Stelle ein Bild vom hier behandelten Ort. Falls du dabei helfen möchtest, erklärt die Anleitung , wie das geht. BW |           |
| Lange Straße 18 ·                     | 17. Sep. 2018  | Hier wohnte Walter Goldstein | Bild gesucht Die Wikipedia wünscht sich an dieser Stelle ein Bild vom hier behandelten Ort. Falls du dabei helfen möchtest, erklärt die Anleitung , wie das geht. BW |           |
| Lange Straße 22 ·                     | 17. Sep. 2018  | Hier wohnte Hans Vogel | Bild gesucht Der Benutzer GeorgDerReisende ( Diskussion ) wünscht sich an dieser Stelle ein Bild vom Ort mit diesen Koordinaten 52.435187 8.611906 . Motiv: Lange Straße 22: die Stolpersteine für Familie Vogel, die Lage und das Haus Falls du dabei helfen möchtest, erklärt die Anleitung , wie das geht. BW                           |           |
| Lange Straße 22 ·                     | 17. Sep. 2018  | Hier wohnte Rosa Vogel | Bild gesucht Die Wikipedia wünscht sich an dieser Stelle ein Bild vom hier behandelten Ort. Falls du dabei helfen möchtest, erklärt die Anleitung , wie das geht. BW |           |
| Lange Straße 22 ·                     | 17. Sep. 2018  | Hier wohnte Werner Vogel | Bild gesucht Die Wikipedia wünscht sich an dieser Stelle ein Bild vom hier behandelten Ort. Falls du dabei helfen möchtest, erklärt die Anleitung , wie das geht. BW |           |
| Ecke Lemförder Straße 2/Steinstraße · | 27. Nov. 2015  | Hier wohnte Bernhard Frank | Bild gesucht Die Wikipedia wünscht sich an dieser Stelle ein Bild vom Ort mit diesen Koordinaten 52.432389 8.611152 . Motiv: Stolpersteine für Familie Frank Falls du dabei helfen möchtest, erklärt die Anleitung , wie das geht. BW |           |
| Ecke Lemförder Straße 2/Steinstraße · | 27. Nov. 2015  | Hier wohnte Else Frank | Bild gesucht Die Wikipedia wünscht sich an dieser Stelle ein Bild vom hier behandelten Ort. Falls du dabei helfen möchtest, erklärt die Anleitung , wie das geht. BW |           |
| Ecke Lemförder Straße 2/Steinstraße · | 27. Nov. 2015  | Hier wohnte Günther Frank | Bild gesucht Die Wikipedia wünscht sich an dieser Stelle ein Bild vom hier behandelten Ort. Falls du dabei helfen möchtest, erklärt die Anleitung , wie das geht. BW |           |
| Ecke Lemförder Straße 2/Steinstraße · | 27. Nov. 2015  | Hier wohnte Hans Frank | Bild gesucht Die Wikipedia wünscht sich an dieser Stelle ein Bild vom hier behandelten Ort. Falls du dabei helfen möchtest, erklärt die Anleitung , wie das geht. BW |           |
| Ecke Lemförder Straße 2/Steinstraße · | 27. Nov. 2015  | Hier wohnte Richard Frank | Bild gesucht Die Wikipedia wünscht sich an dieser Stelle ein Bild vom hier behandelten Ort. Falls du dabei helfen möchtest, erklärt die Anleitung , wie das geht. BW |           |
| Ecke Lemförder Straße 2/Steinstraße · | 27. Nov. 2015  | Hier wohnte Rolf Frank | Bild gesucht Die Wikipedia wünscht sich an dieser Stelle ein Bild vom hier behandelten Ort. Falls du dabei helfen möchtest, erklärt die Anleitung , wie das geht. BW |           |
| Lemförder Straße 15 ·                 | 11. Juni 2022  | Hier wohnte Julius Frank | Bild gesucht Die Wikipedia wünscht sich an dieser Stelle ein Bild vom Ort mit diesen Koordinaten 52.433494 8.608298 . Motiv: Stolpersteine für Elfriede Heinemann, Käthe McGuire und Familie Frank Falls du dabei helfen möchtest, erklärt die Anleitung , wie das geht. BW                                                                |           |
| Lemförder Straße 15 ·                 | 11. Juni 2022  | Hier wohnte Luise Frank | Bild gesucht Die Wikipedia wünscht sich an dieser Stelle ein Bild vom hier behandelten Ort. Falls du dabei helfen möchtest, erklärt die Anleitung , wie das geht. BW |           |
| Lemförder Straße 15 ·                 | 11. Juni 2022  | Hier wohnte Paul 'Alfred' Frank                                                                                                 | Bild gesucht Die Wikipedia wünscht sich an dieser Stelle ein Bild vom hier behandelten Ort. Falls du dabei helfen möchtest, erklärt die Anleitung , wie das geht. BW |           |
| Lemförder Straße 15 ·                 | 11. Juni 2022  | Hier wohnte Siegfried Frank | Bild gesucht Die Wikipedia wünscht sich an dieser Stelle ein Bild vom hier behandelten Ort. Falls du dabei helfen möchtest, erklärt die Anleitung , wie das geht. BW |           |
| Lemförder Straße 15 ·                 | 11. Juni 2022  | Hier wohnte Sofie Frank | Bild gesucht Die Wikipedia wünscht sich an dieser Stelle ein Bild vom hier behandelten Ort. Falls du dabei helfen möchtest, erklärt die Anleitung , wie das geht. BW |           |
| Lemförder Straße 15 ·                 | 11. Juni 2022  | Hier wohnte Walter Frank | Bild gesucht Die Wikipedia wünscht sich an dieser Stelle ein Bild vom hier behandelten Ort. Falls du dabei helfen möchtest, erklärt die Anleitung , wie das geht. BW |           |
| Lemförder Straße 15 ·                 | 11. Juni 2022  | Hier wohnte Elfriede Heinemann                                                                                                  | Bild gesucht Die Wikipedia wünscht sich an dieser Stelle ein Bild vom hier behandelten Ort. Falls du dabei helfen möchtest, erklärt die Anleitung , wie das geht. BW |           |
| Lemförder Straße 15 ·                 | 11. Juni 2022  | Hier wohnte Käthe McGuire | Bild gesucht Die Wikipedia wünscht sich an dieser Stelle ein Bild vom hier behandelten Ort. Falls du dabei helfen möchtest, erklärt die Anleitung , wie das geht. BW |           |
| Marktstraße 20 ·                      | 27. Nov. 2015  | Hier wohnte Julius Ginsberg Jg. 1886 deportiert 1942 ermordet im Ghetto Warschau                                                | Bild gesucht Die Wikipedia wünscht sich an dieser Stelle ein Bild vom Ort mit diesen Koordinaten 52.4306028 8.617466 . Motiv: Stolpersteine für Familie Ginsberg Falls du dabei helfen möchtest, erklärt die Anleitung , wie das geht. BW                                                                                                  |           |
| Marktstraße 20 ·                      | 27. Nov. 2015  | Hier wohnte Clara Ginsberg geb. Hurwitz Jg. 1891 deportiert 1942 ermordet im Ghetto Warschau                                    | Bild gesucht Die Wikipedia wünscht sich an dieser Stelle ein Bild vom Ort mit diesen Koordinaten 52.4306028 8.617466 . Motiv: Stolpersteine für Familie Ginsberg Falls du dabei helfen möchtest, erklärt die Anleitung , wie das geht. BW                                                                                                  |           |
| Marktstraße 20 ·                      | 27. Nov. 2015  | Hier wohnte Werner Ginsberg Jg. 1913 Flucht 1939 Belgien interniert Mechelen deportiert 1943 Auschwitz ermordet 3.1.1944        | Bild gesucht Die Wikipedia wünscht sich an dieser Stelle ein Bild vom Ort mit diesen Koordinaten 52.4306028 8.617466 . Motiv: Stolpersteine für Familie Ginsberg Falls du dabei helfen möchtest, erklärt die Anleitung , wie das geht. BW                                                                                                  |           |
| Marktstraße 20 ·                      | 27. Nov. 2015  | Hier wohnte Helmut Ginsberg Jg. 1917 Flucht 1939 Belgien Frankreich interniert Drancy deportiert 1942 ermordet in Auschwitz     | Bild gesucht Die Wikipedia wünscht sich an dieser Stelle ein Bild vom Ort mit diesen Koordinaten 52.4306028 8.617466 . Motiv: Stolpersteine für Familie Ginsberg Falls du dabei helfen möchtest, erklärt die Anleitung , wie das geht. BW                                                                                                  |           |
| Marktstraße 20 ·                      | 27. Nov. 2015  | Hier wohnte Hannelore Ginsberg Jg. 1923 Unfreiwillig verzogen 1941 Bremen deportiert 1941 Minsk ermordet 28.7.1942              | Bild gesucht Die Wikipedia wünscht sich an dieser Stelle ein Bild vom Ort mit diesen Koordinaten 52.4306028 8.617466 . Motiv: Stolpersteine für Familie Ginsberg Falls du dabei helfen möchtest, erklärt die Anleitung , wie das geht. BW                                                                                                  |           |
| Marktstraße 20 ·                      | 27. Nov. 2015  | Hier wohnte Ruth Ginsberg Jg. 1929 deportiert 1942 ermordet im Ghetto Warschau                                                  | Bild gesucht Die Wikipedia wünscht sich an dieser Stelle ein Bild vom Ort mit diesen Koordinaten 52.4306028 8.617466 . Motiv: Stolpersteine für Familie Ginsberg Falls du dabei helfen möchtest, erklärt die Anleitung , wie das geht. BW                                                                                                  |           |
| Marktstraße 22 ·                      | 27. Nov. 2015  | Hier wohnte Moritz Ginsberg Jg. 1???                                                                                            | Bild gesucht Die Wikipedia wünscht sich an dieser Stelle ein Bild vom Ort mit diesen Koordinaten 52.4303665 8.6174783 . Motiv: Stolpersteine für Familie Ginsberg Falls du dabei helfen möchtest, erklärt die Anleitung , wie das geht. BW                                                                                                 |           |
| Marktstraße 22 ·                      | 27. Nov. 2015  | Hier wohnte Johanna Ginsberg Jg. 1???                                                                                           | Bild gesucht Die Wikipedia wünscht sich an dieser Stelle ein Bild vom Ort mit diesen Koordinaten 52.4303665 8.6174783 . Motiv: Stolpersteine für Familie Ginsberg Falls du dabei helfen möchtest, erklärt die Anleitung , wie das geht. BW                                                                                                 |           |
| Marktstraße 22 ·                      | 27. Nov. 2015  | Hier wohnte Iwan Ginsberg Jg. 1???                                                                                              | Bild gesucht Die Wikipedia wünscht sich an dieser Stelle ein Bild vom Ort mit diesen Koordinaten 52.4303665 8.6174783 . Motiv: Stolpersteine für Familie Ginsberg Falls du dabei helfen möchtest, erklärt die Anleitung , wie das geht. BW                                                                                                 |           |
| Marktstraße 22 ·                      | 27. Nov. 2015  | Hier wohnte Ilse Ginsberg Jg. 1???                                                                                              | Bild gesucht Die Wikipedia wünscht sich an dieser Stelle ein Bild vom Ort mit diesen Koordinaten 52.4303665 8.6174783 . Motiv: Stolpersteine für Familie Ginsberg Falls du dabei helfen möchtest, erklärt die Anleitung , wie das geht. BW                                                                                                 |           |